# شهرستان کلیبر
شهرستان کلیبر یکی از شهرستان‌های استان آذربایجان شرقی است. جمعیت این شهرستان ۴۸۸۳۳ نفر (براساس سرشماری سال ۱۳۹۵ هجری شمسی) و مرکز آن شهر کلیبر است.
طبق قرأین، شهرستان با منطقه تاریخی بَذّ (البَذّ؛ مثنی: بذّین /البذین) ـ نیز بَد ـ منطبق است. ابن حوقل در سال ۳۶۷ هجری از کلیبر دیدن کرده و می‌نویسد، "سیاه کویه (قره داغ) کوهی بس بزرگ است و در سراسر آن باغ‌ها و گل‌ها و آبراهه‌ها و نیز فلاحان دیده می‌شوند. سرزمینی پر برکت و حاصلخیز است، چنانکه میوه‌های آن هدر رود و خوردن آن رایگان است. در این ناحیه همیشه ابر است و آفتاب کمتر می‌تابد."

## آب و هوا

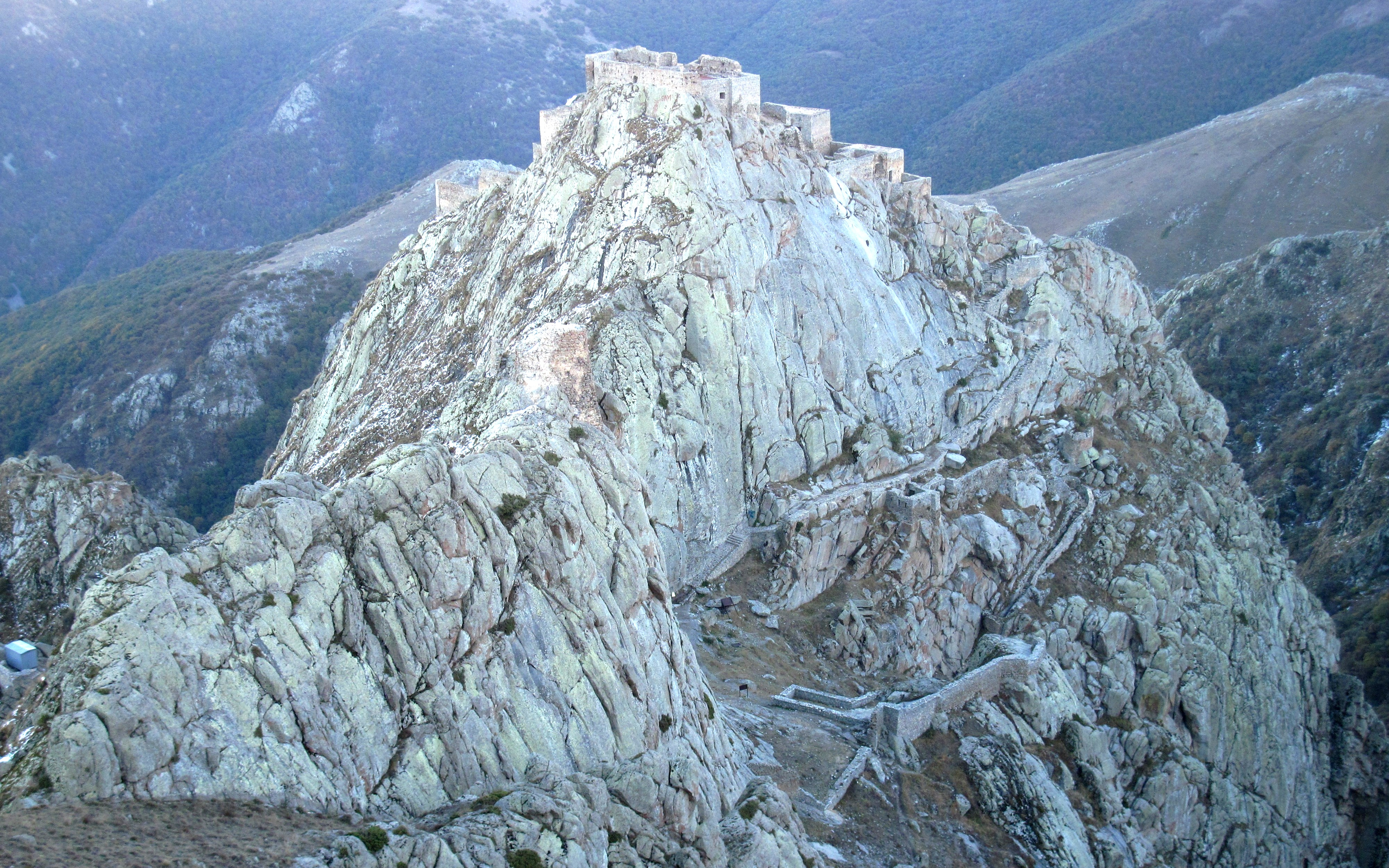
قلعه بابک مقر بابک خرمدین.

کلیبر دارای آب و هوای معتدل کوهستانی بوده و سراسر منطقه را جنگل‌های تنک و مراتع سرسبز پوشانیده و محل ییلاق عشایر دشت مغان و ارسباران (قره داغ) می‌باشد. این شهرستان تحت تأثیر آب و هوای خزری بوده و اغلب اوقات کوهستان های مرتفع را مه غلیظ می‌پوشاند و رود ارس از شمال آن می‌گذرد.

## موقعیت جغرافیایی

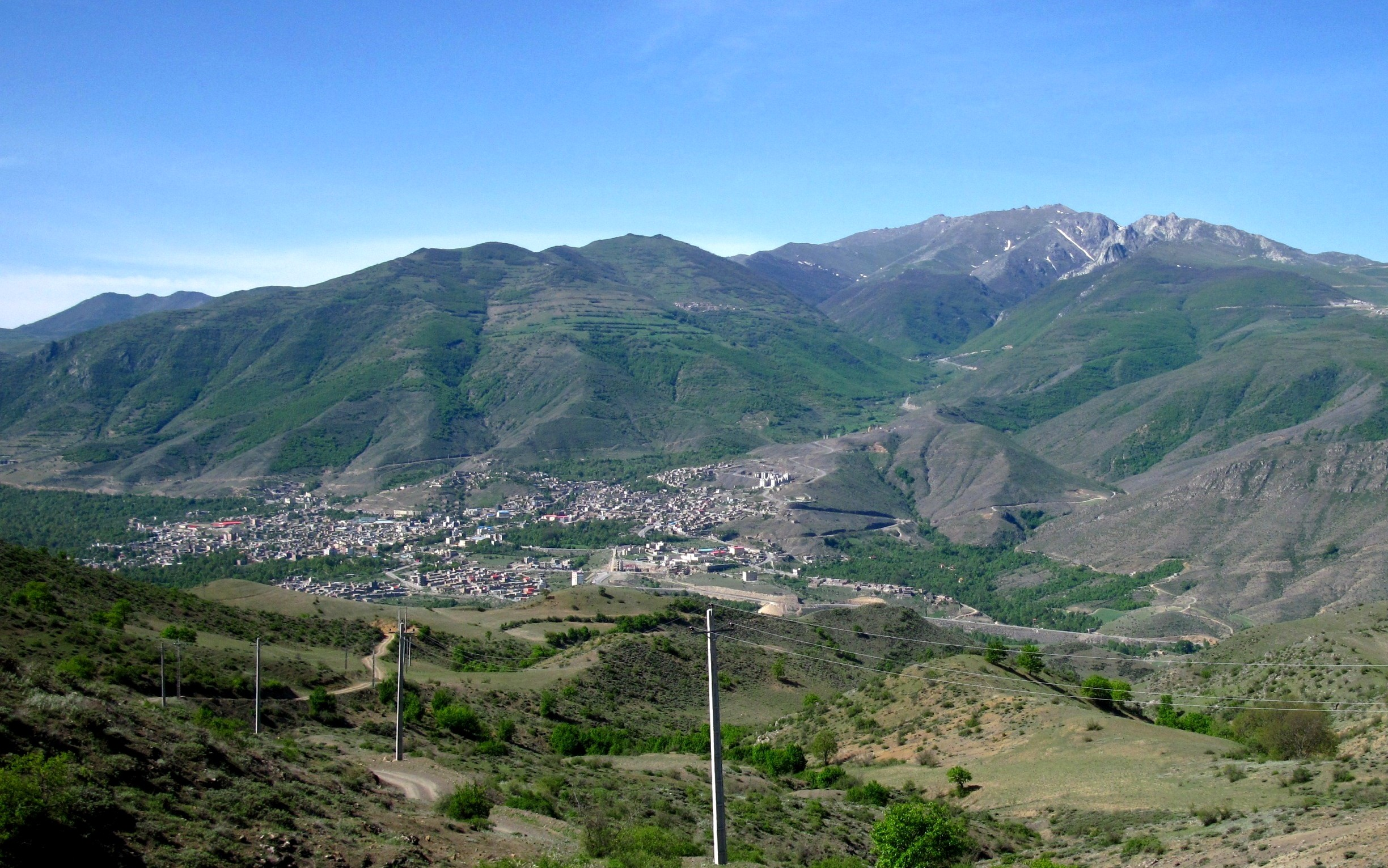
کلیبر به شهر مرکزی قره داغ تبدیل می‌شود.

شهرستان کلیبر با ۲۰۷۲ کیلومتر مربع مساحت در ناحیه شمال شرقی استان آذربایجان شرقی واقع شده‌است. این شهرستان از سمت جنوب با شهرستان‌های اهر و ورزقان و از سمت غرب با شهرستان جلفا هم‌مرز است.
ارتفاعات مهم و پستی و بلندی ها: از لحاظ پستی و بلندی این شهرستان منطقه‌ای کوهستانی بوده و رشته کوه اصلی آن با نام قره داغ دارای قلل متعدد با ارتفاعات متفاوت باشد بیشتر قلل این رشته کوه در دو شهر اهر – کلیبر واقع شده و تنها قله سایگرم با ارتفاع ۲۷۵۰ متر در این شهرستان قرار دارد. قلل دیگر مانند گشت سر (۲۹۴۰ متر) قاضی بلاغ (۲۷۰۰ متر)، شیور (۲۶۵۲ متر)، سارپارق (۲۸۶۰ متر) و زینقالو (۲۹۰۰ متر) در دو شهرستان اهر و کلیبر استقرار یافته‌اند

## قابلیت‌های گردشگری

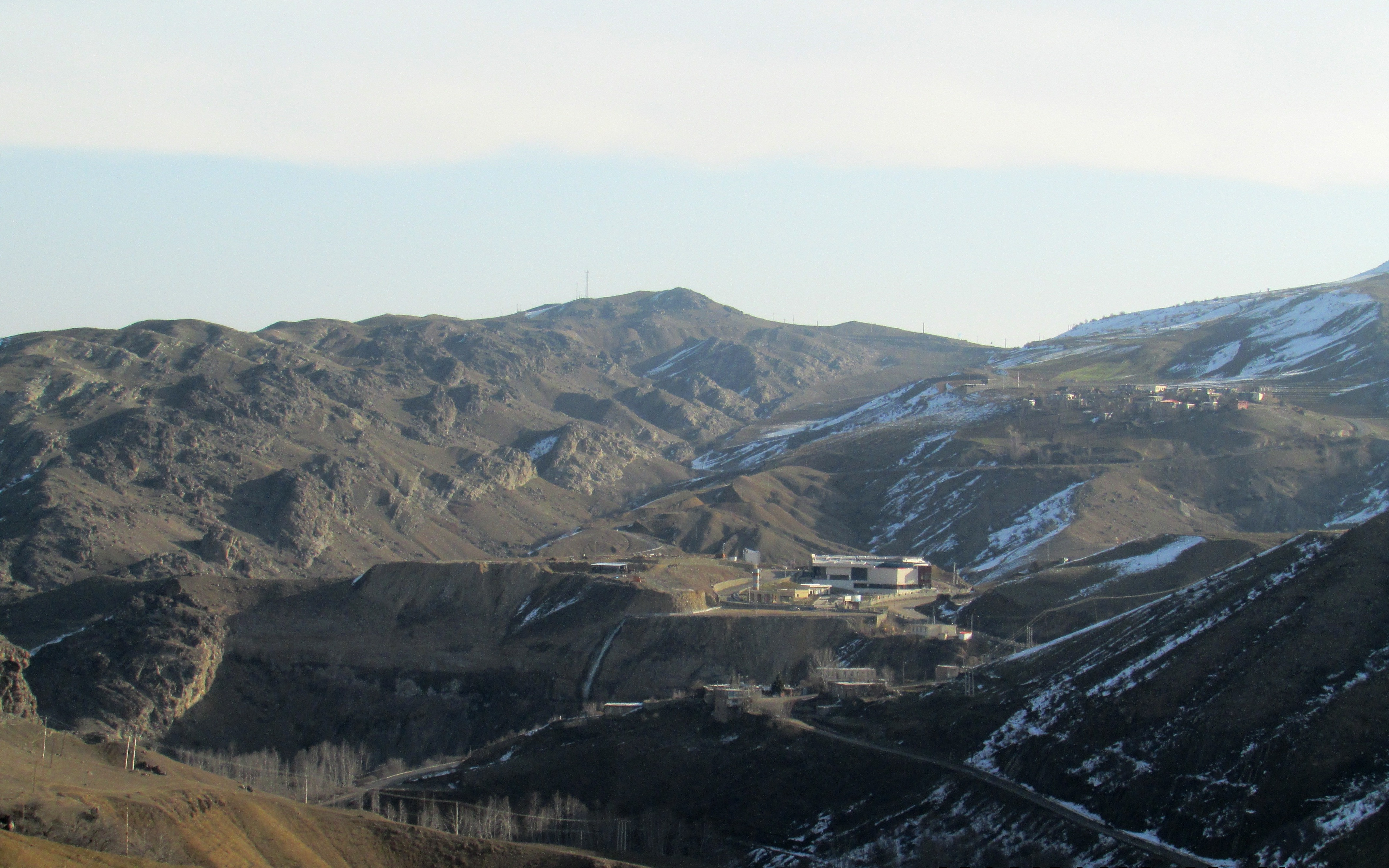
تسهیلات چشمه آب گرم متعلق

یک گردشگر کانادایی کلیبر را این‌گونه توصیف می‌کند، "شهری دورافتاده و خواب آلود در میان کوه‌های آذربایجان… مکانی است عالی؛ به طراوت و سر سبزی انگلیس و ورای ذهنیت ما از طبیعت کویری و خشک ایران." این جملات قابل تعمیم به اکثر قسمت‌های شهرستان می‌شود که در غرب کلیبر واقع شده‌اند. در مسیر جاده کلیبر به عاشقلو، ییلاق‌هایی همانند چپرلی و آغداش قرار دارند که می‌توانند در صورت ترویج مناسب شهرستان را در موقعیتی منحصر بفرد قرار دهند. استراحتگاه‌های ساخته شده در دره مکیدی و آینالو به مکانهای جا افتاده گردشگری تبدیل شده‌اند، با این‌حال قلعه دره سی در ۳ کیلومتری جنوب غرب کلیبربعلت نزدیکی به شهر موقعیت بهتری دارد اخیراً در این منطقه عملیات اجرایی ساخت تله کابین و مجتمع تفریحی آغاز شده‌است. این مجموعه بسیار گسترده از بخش‌های متنوعی مانند مجموعه تله کابین گردشگری، مجموعه رستوران‌های سنتی و مدرن، مجموعه اقامتی، مجموعه تفریحی و شهربازی، مجموعه ورزشی، مجموعه دهکده تندرستی، مجموعه شهرک سینمایی و رصدخانه، مجموعه باغ گل، باغ وحش، باغ پرندگان، پارک طبیعت، مجموعه خدمات عمومی و تجاری و فضاهای عمومی تشکیل شده‌است که در فازهای مجزا و زمان‌بندی‌های تعیین شده، اجرا خواهند شد.

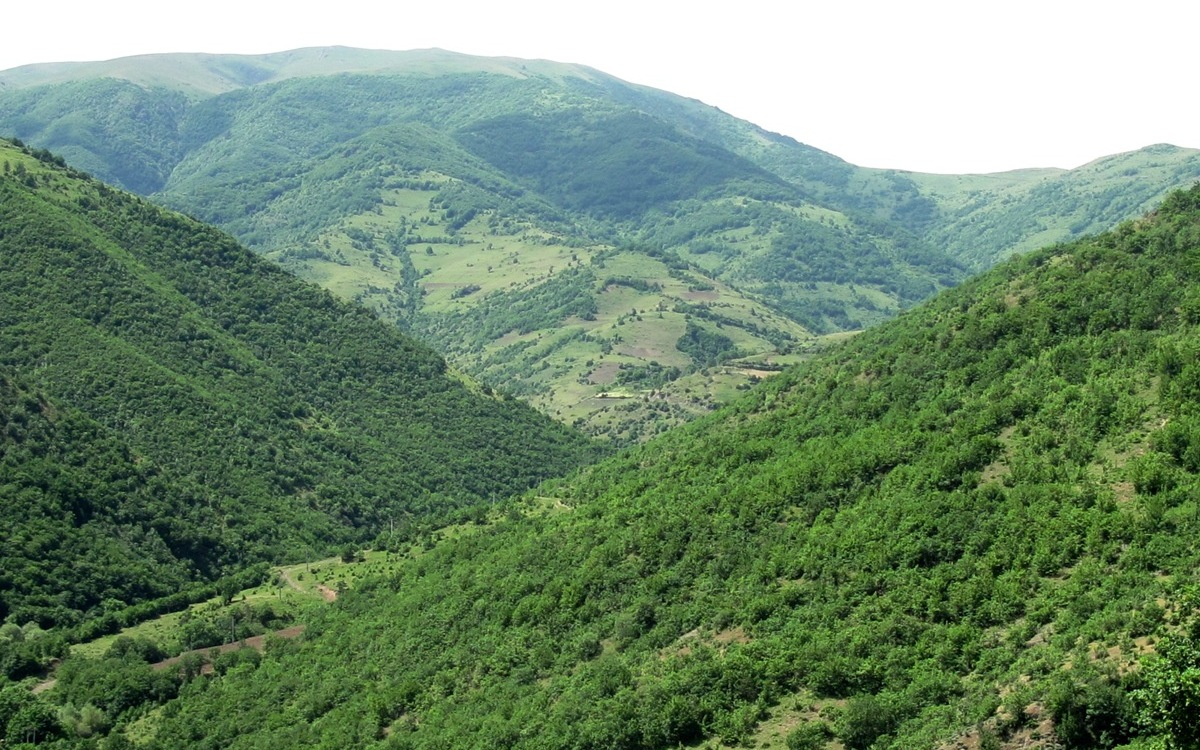
نمایی از مراتع آغداش و چپرلی در اواسط خرداد.

بنا به نوشته روزنامه دنیای اقتصاد، تأسیسات آب‌درمانی متعلق که در تیر ماه ۱۳۹۲ راه اندازی شد، بزرگ‌ترین مجتمع آب درمانی کشور است. این مجتمع در زمینی به وسعت ۱۲۸۷۰ متر مربع در فاز اول احداث شده که شامل استخرهای سرپوشیده با سقف متحرک زنانه، مردانه، سونا و جکوزی، مجموعه رستوران، بوفه، کافی شاپ، سالن‌های ورزشی، بدنسازی، فضای بازی کودکان، رختکن‌های مجهز، پارکینگ و نمازخانه به علاوه واحدهای تجاری می‌باشد.

## آثار تاریخی
- قلعه بابک در این ناحیه قرار دارد. این قلعه که به نام‌های «دژ بابک»، «بذ و قلعه جمهور» هم معروف است، دژ و مقر سردار تاریخی ایران، بابک خرم‌دین بوده‌است. این قلعه در نزدیکی شهر کلیبر در شمال شرق استان آذربایجان شرقی قرار دارد.
- قلعه پشتو یکی از آثار تاریخی بخش هوراند از شهرستان کلیبر، قلعه پشتو یا پشتاب است که بر بلندترین کوه بین روستاهای پشتاب و کوجان قرار گرفته‌است. قلعه در کوهستانی به ارتفاع بیش از ۳۰۰۰ متر بنا شده‌است. از این قلعه که شبیه قلعه بابک و شاید هم‌زمان با آن بوده‌است به هنگام نبرد با اعراب حاکم بر منطقه استفادهٔ نظامی می‌شده‌است.[۸]
- قلعه پیغام: این قلعه در ۱۰ کیلومتری جنوب کلیبر در نزدیکی روستای پیغام بر بالای کوهی که از سه طرف آن پرتگاه است و رود کلیبر از پای این کوه می‌گذرد قرار گرفته‌است. از ساختمان‌های قلعه و دیوار آن آثار کمی باقی مانده‌است و حفاران و دزدان آثار باستانی همه چیز را تخریب کرده‌اند. مصالح به کار رفته در برج باروها و سیستم نگهداری آی و آب انبار مشابه قلعه بذ و قلعه آوارسین و قاه قلعه که از قلعه‌های قلعه اوارسین می‌باشد. باستان شناسان تاریخ این قلعه را به دوران قبل از اسلام و اشکانیان نسبت داده‌اند. این قلعه بر تمامی راه‌های ورودی و خروجی شهر تسلط داشته و تنها راه قدیم و جدید از کنار آن می‌گذرد. همان‌طور که از اسم این قلعه بر می‌آید وظیفه آن نگهبانی در درب ورودی شهر باستانی بَر یا کلیبر کنونی بوده‌است.
- مسجد جامع کلیبر: مسجد جامع کلیبر در مرکز شهر قرار دارد. طول بنا ۵۰ متر عرض آن ۳۰ متر می‌باشد مسجد دارای گنبدی بزرگ است که در گذشته مناره‌ای به ارتفاع ۴۵ متر و قطر ۱۷ متر داشته که تا سال ۱۳۳۰ شمسی پابرجا بوده. این مناره به علت بمباران روس‌ها در شهریور ۱۳۲۰ آسیب دیده و در سال ۱۳۳۰ فرو ریخته‌است.
- مقبره شاه قاسم: در ۱۰ کیلومتری آبش احمد و در ۱۰۰ کیلومتری تپه معروف نادری و در ۵۰ کیلومتری شهرستان کلیبر و نزدیکیهای روستای خالان و پیره لر واقع شده‌است. می‌گویند برادر امام هشتم ما، امام رضا (ع) بوده و برای تبلیغ دین آمده بود.[۹]

## اقتصاد
تا قبل از انقلاب اسلامی، اقتصاد منطقه نوعی خود کفایی محلی داشت؛ تمام غذا در محدوده روستاها تولید می‌شد، و محصول مازاد در شهر کلیبر با اضافه محصول عشایر معاوضه می‌شد. به‌علاوه تعدادی زیاد از فروشندگان دوره‌گرد به روستاها و ییلاق‌ها سرّ کشیده و نقش چشمگیری در مبادله کالا ایفا می‌کردند. بعد از انقلاب نظم اجتماعی دگرگون شد؛ شغل‌هایی مانند چوپانی تحقیر شدند و در نتیجه دامپروری تنزل کرد. از طرفی دیگر تغییرات آب و هوایی و کشت دیم در زمین‌های شیب دار باعث فرسایش شدید خاک شده و بازدهی زمین‌ها را به تدریج کاهش داد. مردم مجبورشدند بخش عمده درآمد خود را از کارگری فصلی در تهران تأمین کنند. از اواخر دهه ۶۰ دولت مرکزی سختگیری بر سخت و سازهای غیرقانونی در اطراف تهران کنار گذاشت. این کار به مهاجرت گسترده اهالی شهرستان به حاشیه تهران منجر شد. مهاجرین عموماً در کارهای ساختمانی، مخصوصاً نقشی ساختمان، مشغول شدند. در سال‌های اخیر، زنبور داری به صورت یک شغل سودآور درآمده، اما، رقابت با عسل‌های تقلبی در بازار آینده زنبور داری را در ابهام برده‌است. آثار گردشگری در اقتصاد محل هنوز آشکار نشده‌است. متأسفانه، محدود بودن زمان گرشگری به فصل گرم تابستان امکان سود دهی در این صنعت را محدود کرده‌است. در سال‌های اخیر فرمانداری کلیبر با برگزاری جشنواره انار و زغال اخته برای ترویج تولید تجاری و بازاریابی این میوه‌ها تلاش کرده‌است. در اخبار منتشره اغلب بر جنبه‌های جذب گردشگری این جشنواره‌ها تأکید می‌شود. در حال حاضر معدود شغل‌های موجود کارگری در پروژه‌های تأمین برق، گازو آب‌رسانی می‌باشد.

## تقسیمات کشوری
- بخش مرکزی شهرستان کلیبر
  - دهستان پیغان‌چایی
  - دهستان مولان
  - دهستان میشه‌پاره
  - دهستان ییلاق

شهر: کلیبر
- بخش آبش‌احمد
  - دهستان آبش‌احمد
  - دهستان سیدان
  - دهستان قشلاق

شهر: آبش‌احمد

## شناسنامه آبادی‌ها
در محدوده شهرستان کلیبر دو شهر کلیبر و آبش احمد قرار گرفته‌است.
در محدوده این شهرستان ۲۴۳ آبادی قرار گرفته‌است که از این تعداد ۱۸۶ آبادی دارای سکنه دائمی و ۳۴ آبادی دارای سکنه موسمی و ۱۷ آبادی خالی از سکنه دائمی و ۶ آبادی خالی از سکنه موسمی می‌باشند.
وضع طبیعی آبادی‌ها هم به این صورت است که ۸ آبادی به صورت دشتی و ۲ آبادی به صورت جنگلی واقع در دشت و ۱۹۵ آبادی به صورت کوهستانی، دره ای یا تپه ای و ۳۸ آبادی به صورت جنگلی واقع در کوهستان یا تپه می‌باشند.
در بین آبادی‌ها تعداد ۸۹ آبادی دارای شورای اسلامی روستا و ۵۱ آبادی دارای دهیاری می‌باشند. همچنین ۱۷۸ آبادی به شبکه سراسری برق متصل و تعداد ۲۰ آبادی دارای گاز لوله‌کشی و ۱۴۸ آبادی دارای آب لوله‌کشی هستند. همچنین ۲۸ دسترسی عمومی به اینترنت دارند و ۳۷ آبادی نیز به وسایل نقلیه عمومی دسترسی دارند.